# Vadim Larionov (cầu thủ bóng đá, sinh 1996)
Vadim Vyacheslavovich Larionov (tiếng Nga: Вадим Вячеславович Ларионов; sinh ngày 22 tháng 10 năm 1996) là một cầu thủ bóng đá người Nga thi đấu cho FSK Dolgoprudny.

## Sự nghiệp câu lạc bộ
Anh có màn ra mắt tại Giải bóng đá chuyên nghiệp quốc gia Nga cho FC Sibir-2 Novosibirsk vào ngày 22 tháng 4 năm 2015 trong trận đấu với FC Metallurg Novokuznetsk.